# Eisenbahnunfall von Moimenta-Alcafache
Bei dem Eisenbahnunfall von Moimenta-Alcafache stießen in der Nähe des  gleichnamigen Haltepunkts in der Gemeinde Moimenta de Maceira Dão-Mangualde, Portugal, am 11. September 1985 zwei Züge der Portugiesischen Eisenbahn (CP) frontal zusammen. Mindestens 113 Menschen starben. Dies war der folgenschwerste Eisenbahnunfall in der Geschichte Portugals.
| \| \| 66,8 \| Nelas \| Nelas \| \| \| \| Vilar Seco \| \| \| \| \| Unfallstelle \| \| \| \| 73,5 \| Moimenta-Alcafache \| Moimenta-Alcafache \| \| \| 78,1 \| Mangualde \| Mangualde \| |      |                    |                    |
| Bahnhof | 66,8 | Nelas              | Nelas              |
| ehemaliger Haltepunkt / Haltestelle |      | Vilar Seco         | Vilar Seco         |
| |      | Unfallstelle       |                    |
| Haltepunkt / Haltestelle | 73,5 | Moimenta-Alcafache | Moimenta-Alcafache |
| Bahnhof | 78,1 | Mangualde          | Mangualde          |

## Ausgangslage

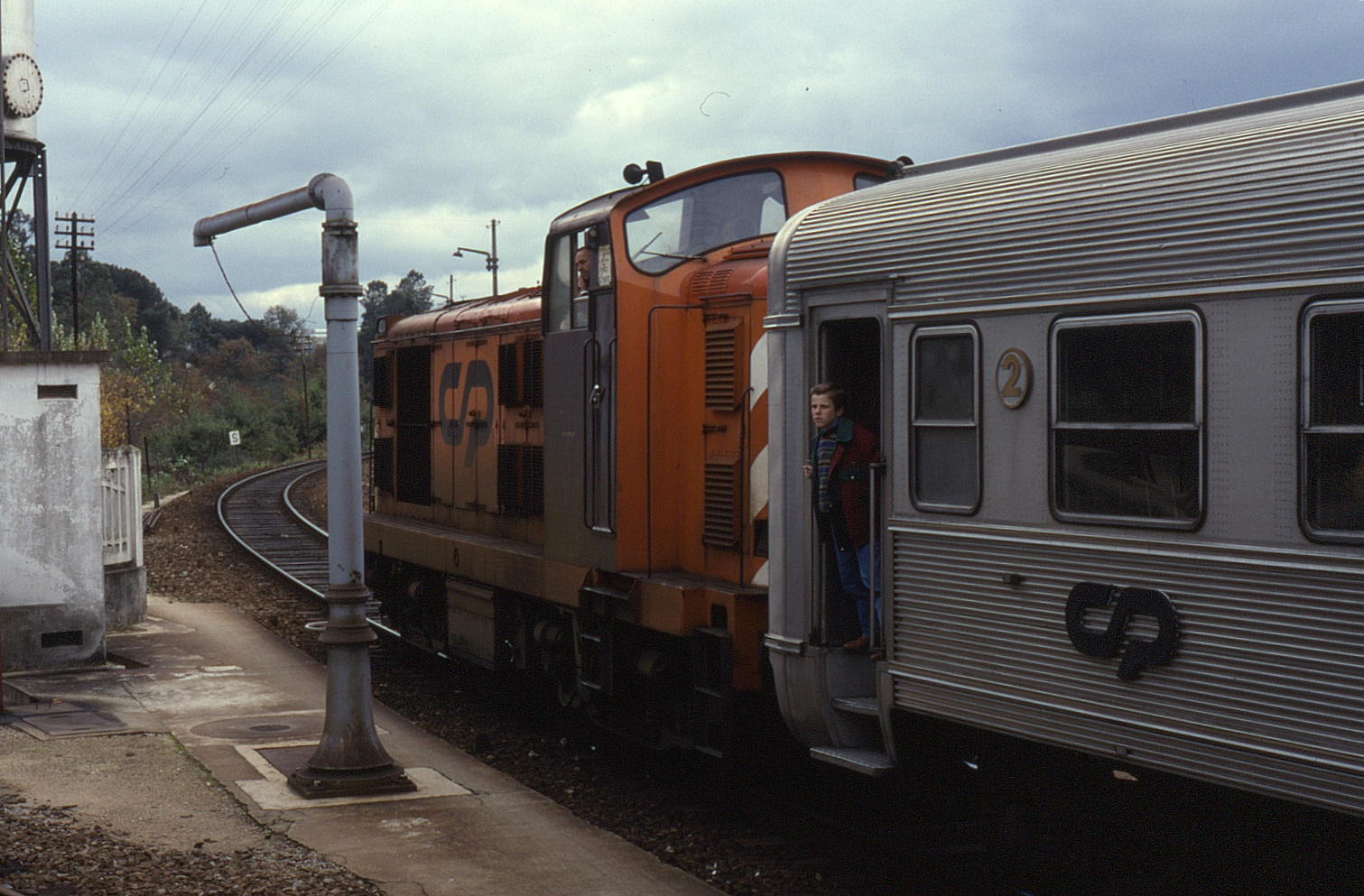
Lokomotive der Baureihe 1400 mit einem Wagen, so wie sie in dem Personenzug eingesetzt waren

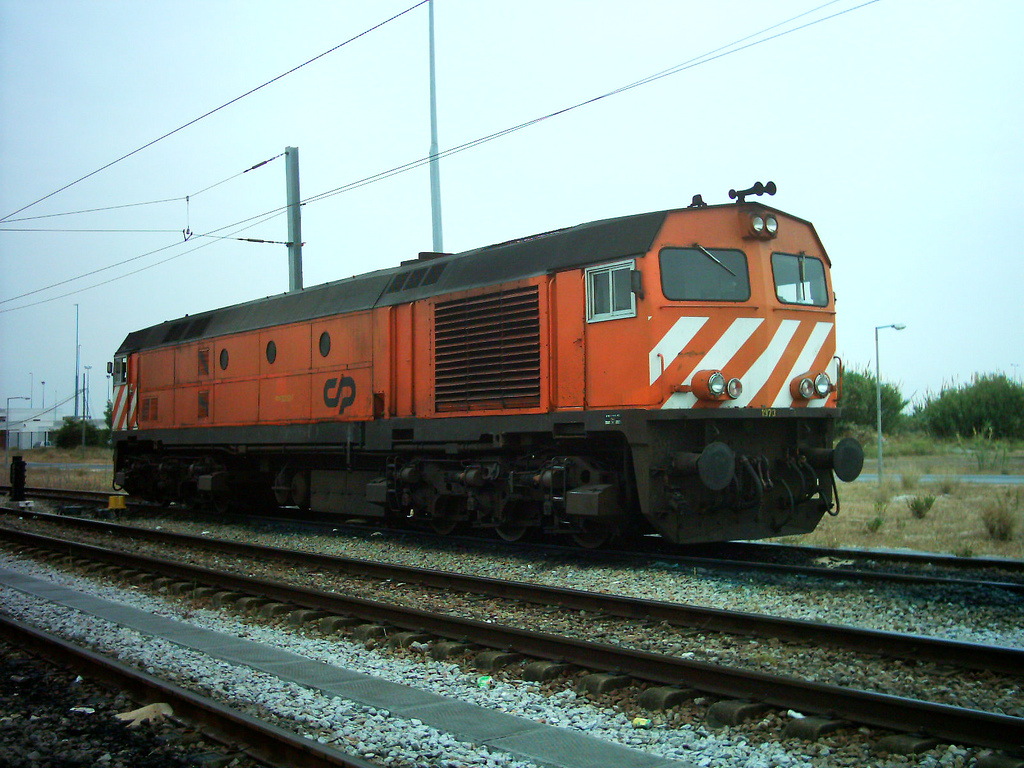
Eine Lokomotive der Baureihe CP-Baureihe 1960 zog den Süd-Express

Die Linha da Beira Alta verläuft zwischen den Bahnhöfen Nelas und Mangualde eingleisig. Hier liegt der Haltepunkt Moimenta-Alcafache. Die Strecke wies hier keine Zugsicherung durch Signale auf. Die Sicherheit wurde ausschließlich durch telefonische Zugmeldungen zwischen den Blockstellen und mit der Zugleitstelle gewährleistet.
Hier verkehrten an diesem Abend zwei Züge in entgegengesetzter Richtung: Der Schnellzug Nr. 315, der Süd-Express, von Lissabon Santa Apolónia nach Paris, gezogen von der Lokomotive 1961 mit 12 Personenwagen und der Personenzug Nr. 1324 von Guarda nach Coimbra, gezogen von der Lokomotive 1439 mit 6 oder 7 Wagen. Zusammen reisten mit ihnen etwa 460 Passagiere. Die planmäßige Kreuzung der Züge war im Bahnhof Mangualde vorgesehen. Der Schnellzug hatte allerdings eine Verspätung von 17 Minuten.

## Unfallhergang
Obwohl dem Schnellzug Vorrang eingeräumt war und ohne Rückversicherung, ob die Strecke tatsächlich frei war, fuhr der Personenzug in den Streckenabschnitt nach Nelas ein, um aufgrund der Verspätung des Schnellzuges die anstehende Zugkreuzung dort vorzunehmen. Vorschriftsmäßig hätten sich die Fahrdienstleiter beider Bahnhöfe verständigen und das Verschieben der Zugkreuzung mit der Zugleitstelle in Coimbra absprechen müssen. Nichts davon geschah.
Der Schnellzug hatte inzwischen einen Teil seiner Verspätung eingeholt. Der Fahrdienstleiter in Nelas war von dem entgegenkommenden Personenzug nicht verständigt und ließ deshalb den Schnellzug ebenfalls in den Streckenabschnitt einfahren. Erst danach informierte er den Haltepunkt Moimenta-Alcafache davon, um von dort zu erfahren, dass soeben der Personenzug Richtung Nelas von dort abgefahren sei. Ein dazwischen tätiger Schrankenwärter wurde nun aufgefordert, den Zug mit einer roten Flagge oder durch Knallkapseln zum Halten zu bringen. Es war aber zu spät: Der Zug hatte die Stelle bereits passiert. Um 18:37 Uhr prallten die Züge bei einer Geschwindigkeit von je etwa 100 km/h aufeinander. Die beiden Lokomotiven und die ihnen folgenden Wagen wurden schwer beschädigt und fingen Feuer. Da die Wagen nicht aus feuerfestem Material bestanden, konnte das Feuer schnell um sich greifen. Ein Teil der Fahrgäste war eingeschlossen oder eingeklemmt und verbrannte.

## Folgen

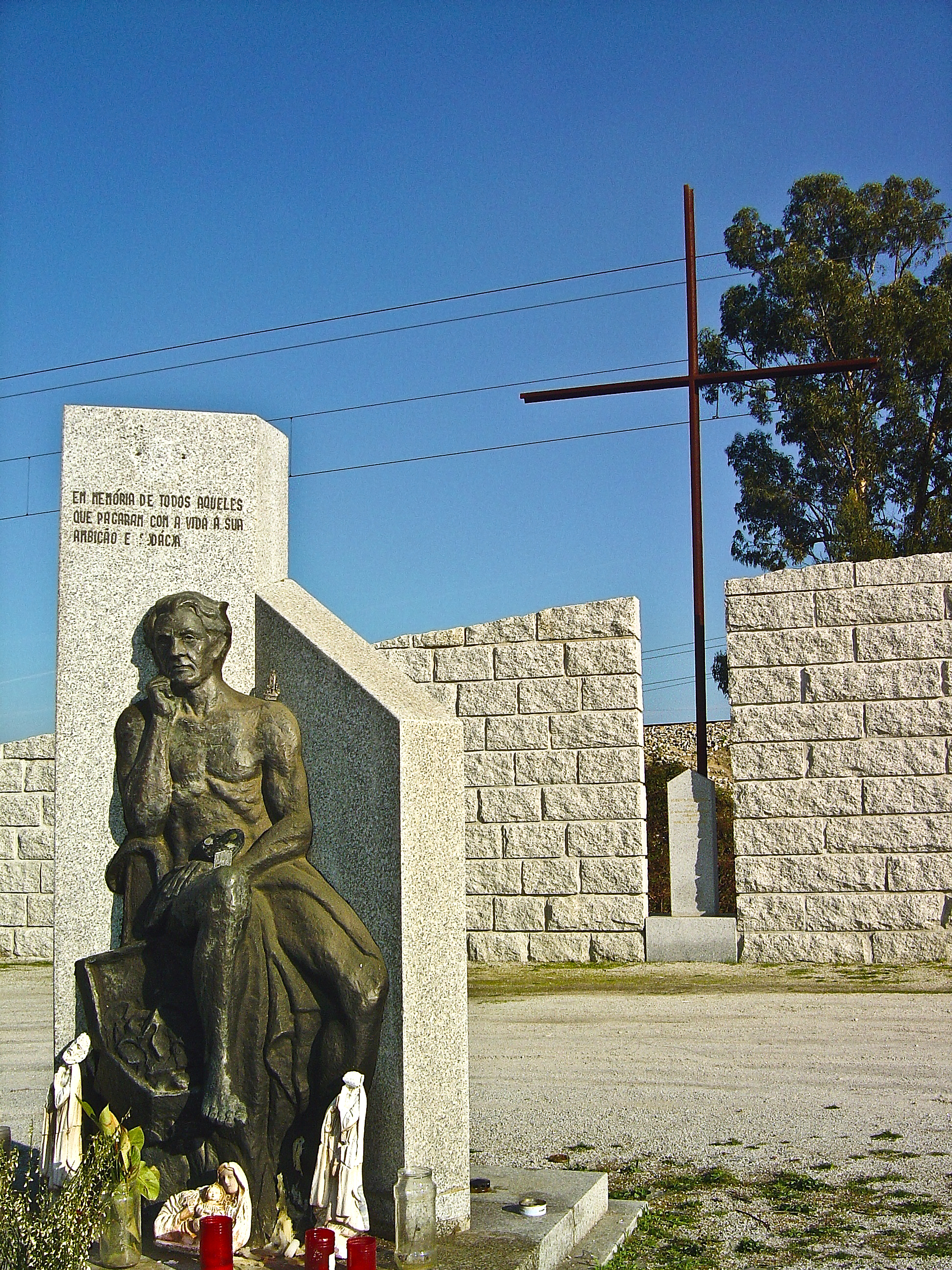
Gedenkstätte

49 Tote konnten geborgen, aber nur 14 davon identifiziert werden. 64 weitere Reisende gelten seit dem Unfall als vermisst, kamen also wohl auch ums Leben und verbrannten so stark, dass keine Überreste mehr gefunden wurden. Die genaue Zahl der Toten konnte so nie festgestellt werden. Einige Quellen nennen die Zahl von 150 Todesopfern. Mindestens weitere 145 Menschen wurden verletzt.
Mitglieder der Guarda Nacional Republicana, die in der Nähe eine Übung abhielten, waren die Ersten an der Unfallstelle und alarmierten die Rettungskräfte, die so sehr schnell eintrafen. Allerdings standen der Zug und der umgebende Wald bereits in Flammen.
Die nicht identifizierten menschlichen Überreste wurden am 13. September 1985 in einem Gemeinschaftsgrab in der Nähe der Unfallstelle beigesetzt. Hier wurde auch eine Gedenkstätte errichtet.
Der Unfall war Anlass, die Strecke mit Zugbeeinflussung auszustatten.